# Sportfahrwerk
Das Sportfahrwerk ist PKW-Fahrwerk, bei dem die Kombination aus Stoßdämpfern und Federn „sportlicher“ als die serienmäßige ausgelegt ist. Der Begriff Sportfahrwerk ist irreführend, da nicht das gesamte Fahrwerk modifiziert wird.

## Federn
In der Regel geht mit dem Einbau eines Sportfahrwerks eine Tieferlegung des Aufbaus einher. Durch den so zur Straße hin verlagerten Schwerpunkt wird das Fahrverhalten – insbesondere bei schnellen Kurvenfahrten – positiv beeinflusst. Auch wird zur Vermeidung des Aufschlagens die Federrate erhöht, indem bei Sportfedern meist ein etwas dickerer Federdraht verwendet wird. Hierdurch tritt eine gewisse Komfort-Einbuße ein, die in Kauf genommen wird.

## Stoßdämpfer
Die verwendeten Stoßdämpfer spielen eine wichtige Rolle für das Fahrverhalten, da sie die gefederte Masse (das Auto) auf Unebenheiten und bei Neigung des Aufbaus, zum Beispiel bei Kurvenfahrten abdämpfen. Es gibt zwei Varianten von Stoßdämpfern: Zum einen sind die vorkonfektionierten, das heißt in Zug- und Druckstufe voreingestellten Stoßdämpfer zu nennen, zum anderen die einstellbaren Stoßdämpfer. Letztere ermöglichen es dem Hobbyrennfahrer, die Auslegung der Dämpfung seines Fahrzeugs den eigenen Wünschen entsprechend anzupassen.
Vor dem Einbau ist unbedingt darauf zu achten, dass die verwendeten Stoßdämpfer zu den Federn passen. Das heißt, dass im Falle kürzerer Federn gegebenenfalls auch gekürzte Dämpfer verwendet werden. Ansonsten treten in der Regel bereits nach kurzer Fahrstrecke Schäden an den Stoßdämpfern auf.
Vor allem muss die Kombination aus Feder und Dämpfer genügend Vorspannung für die Feder garantieren. Ohne Vorspannung könnte sich eine entlastende Feder aus ihrem Federteller bewegen, was ein katastrophales Verhalten nach sich zieht.

## Gewindefahrwerk
Eine besondere Variante stellen die sowohl voreingestellt als auch härteverstellbar erhältlichen Gewindefahrwerke dar, bei denen ein Gewinde am Stoßdämpfergehäuse die axiale Verschiebung des Auflagetellers der Feder und somit eine stufenlose Niveauregulierung des Fahrzeugaufbaus ermöglicht. Auch bei Gewindefahrwerken ist – bei vergrößerter Federhärte – in aller Regel eine Verkürzung des Federweges inbegriffen, da der Ausfederweg in aller Regel seitens der Fahrzeughersteller festliegt.

## Airride-Fahrwerk
Eine besonders aufwendige Variante der Tieferlegung ist das sogenannte Airride. Es ist ein nachträglich verbautes Luftfahrwerk und ermöglicht die Tieferlegung des Fahrzeugs per Knopfdruck.
Hierbei ist auch eine Kombination mit Gewindefahrwerken oder mechanisch und elektronisch härteverstellbaren Dämpfern möglich.
Die Stahlfedern werden hier durch Luftbälge ersetzt.

## Eintragungspflicht
Zumeist sind Umbauten der Federn wegen Veränderung der zugelassenen Bauart eintragungspflichtig für die Fahrzeugpapiere oder bedürfen des Mitführens einer ABE. Umbauten an Stoßdämpfern benötigen diese Eintragungen zu Teilen jedoch nicht.